# Leon Kruczkowski
Leon Kruczkowski (28 maart 1900 in Krakau — 1 augustus 1962 in Warschau) was een Pools schrijver, toneelschrijver en publicist, hij schreef na de Tweede Wereldoorlog voor het Poolse theater. Zijn bekendste werk is het toneelstuk " Niemcy" (Duitsers) dat hij in 1949 schreef.
Leon Kruczkowski was al vóór de Tweede Wereldoorlog een linkse activist. De oorlogsjaren bracht hij door in Duitse krijgsgevangenkampen waar hij toneelvoorstellingen organiseerde. Na de oorlog werd hij een communistische activist in de stalinistische Volksrepubliek Polen. Van 1945 tot 1948 was hij onderminister van Cultuur en Kunst. Leon Kruczkowski was van 1946 tot 1956 afgevaardigde in het Poolse parlement (de Sejm) en na 1957 lid van de Poolse Staatsraad. Hij heeft veel  invloed op het naoorlogse Poolse cultuurbeleid gehad.
Zijn politieke taak was het aanpassen van de Poolse cultuur aan het communisme. Daartoe introduceerde hij de filosofie van het Poolse socrealism, een versie van het in de Sovjet-Unie van overheidswege voorgeschreven sociaal realisme.

## Onderscheidingen
Hij was drager van de Orde van de Bouwers aan het Polen van het Volk en de Orde Polonia Restituta. De Sovjet-Unie verleende hem de Stalin Vredesprijs.
- Bibsys: 90548391
- Biblioteca Nacional de España: XX4787463
- Bibliothèque nationale de France: cb121750755 (data)
- CiNii: DA00770449
- Gemeinsame Normdatei: 118567071
- International Standard Name Identifier: 0000 0000 8122 6108
- Library of Congress Control Number: n50047255
- Bibliotheek van het Japanse parlement: 00446401
- Nationale Bibliotheek van Tsjechië: ola2002111157
- Nationale bibliotheek van Australië: 35720019
- Nationale Bibliotheek van Israël: 987007275790705171
- Nederlandse Thesaurus van Auteursnamen: 070625794
- Réseau des bibliothèques de Suisse occidentale: 02-A003476189
- Système universitaire de documentation: 030308097
- Virtual International Authority File: 44340742
- WorldCat: E39PBJx8GwbrBhhXQvVJTHrTHC